# بانک تابونگان نگارا
بانک تابونگان نگارا (انگلیسی: Bank Tabungan Negara) شرکت خدمات مالی و بانکداری اندونزیایی است، که در سال ۱۸۹۷ تأسیس شد.